# Малий Березний
Мали́й Бере́зний — село в Україні, у Закарпатській області, Ужгородського района, неподалік від кордону з Словаччиною. Поблизу села знаходиться пункт пропуску через державний кордон Малий Березний—Убля. Відстань до райцентру становить понад 3 км і проходить автошляхом Н13.
Омивають село дві річки Уж і Ублянка. У селі понад 400 одно-, дво- і багатоповерхових будинків. Має село загальноосвітню школу І-III ступенів, дитсадок, будинок культури, бібліотеку, сімейну амбулаторію, відділення зв'язку. Також в селі на горі Ділок височіє Святомиколаївський монастир, ЧСВВ.
Поблизу села знаходиться пункт пропуску через державний кордон Малий Березний—Убля.

## Географія
У селі річка Ублянка впадає у річку Уж.

## Історія
Малий Березний (угор. Kisberezna) вперше згадується в документах місцевого монастиря. Письмові документи засвідчують, що село засноване в 1398 році під назвою Kysberezna, потім 1427-Kysberezna, 1451-Berezna, 1773-Kis-Berezna, 1851-Kis-Berezna, 1913-Kisberezna.
Село заснували вихідці з Великого Березного. В державному податковому списку за 1427 р. вказано, що Малий Березний належав до володінь Ужгородсько-Невицької замкової домінії графів Другетів і вважався середнім за розмірами селом. В 1631 році селом проклали шосейну дорогу. Будівництво мало вплив на регулювання русла Ужа. В 1936 році цю ж шосейну дорогу покривали асфальтом. Тоді край належав до Чехословаччини.
У 16 ст., подібно до інших сіл дистрикту, тут зменшилася і збідніла частина селян. Наприкінці 16 ст. село поповнилося новими переселенцями, але вже на рубежі 17—18 ст. кількість залежних селянських домогосподарств знову зменшилася і станом на 1715 р. в селі господарювало лише вісім селянських кріпацьких дворів. У другій половині 18 ст. в Малому Березному знаходилася митниця та соляний склад.
27 жовтня 1944 року село було окуповане радянськими військами. А до того п'ять років село, як і все Закарпаття, було окуповане угорсько–німецькими нацистами.

## Населення
Згідно з переписом УРСР 1989 року чисельність наявного населення села становила 1712 осіб, з яких 830 чоловіків та 882 жінки.
За переписом населення України 2001 року в селі мешкала 1571 особа.

### Мова
Розподіл населення за рідною мовою за даними перепису 2001 року:
| Мова            | Кількість | Відсоток |
| --------------- | --------- | -------- |
| українська      | 1575      | 98.62%   |
| російська       | 11        | 0.69%    |
| вірменська      | 4         | 0.25%    |
| угорська        | 3         | 0.19%    |
| інші/не вказали | 4         | 0.25%    |
| Усього          | 1597      | 100%     |

## Святомиколаївський монастир
Історики, такі як о. Анатолій Кралицький ЧСВВ, о. Йоанікій Базилович ЧСВВ, та о. Атанасій Пекар ЧСВВ, вказують на рік заснування 1742. Хоча, на місці, де тепер стоїть монастир, вже в XV ст. жили монахи, хоч їх було мало, лише два або три. У свою чергу, Н. Клин зазначає, що у 1580—1634 роках побудували там церкву і монастир. Слід зважати і на таку обставину, що збереглася монастирська печатка. Історик Л. Цуга пише, що печатка є найдавнішим свідченням діяльності монастиря; на ній викарбувано рік — 1435.

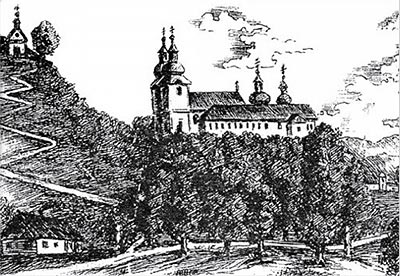
Вид монастиря

Існує ще одна версія щодо постання монастиря. В її основі лежить легенда, що місце, на якому побудовано Малоберезнянський монастир, раніше було сільським цвинтарем. Граф Гомонай, володар Ужгородської домінації, куди належали й землі Малого Березного, хотів на цьому місці побудувати господарські будівлі. Коли викопувано фундаменти, то знайдено тіло однієї багато одягненої дівчини, «выше памяти человьческой погребенное», яке було нетлінне. Після цього випадку родина Гомонай припинила свої наміри і замість господарських будівель на тому місці побудувала каплицю, у якій малоберезнянський парох деколи проводив Службу. Пізніше до цього місця прийшов з Галичини один законник Чину святого Василія Великого, якому «мьста сего приемность обяла и издержала». Тут він облаштував собі келію, у якій став постійно проживати. В каплиці проводив Святі Служби, навчав хлопчиків грамоти, а із милостині підтримував своє життя. Після смерті цього ченця йому слідували другий і третій. З тих пір це місце стало процвітати, оскільки вірники східного та західного обряду часто відвідували його. У 1733 році, відбулося об'єднання усіх монастирів на Закарпатті в одну провінцію Василіянського Чину. Першим головним настоятелем став тодішній ігумен Мукачівського монастиря о. Григорій Булко, ЧСВВ. Тоді ж ченці Мукачівського монастиря Чину святого Василія Великого у великій кількості прибули до Малого Березного, заклали монастир, який був добудований у 1742 році.

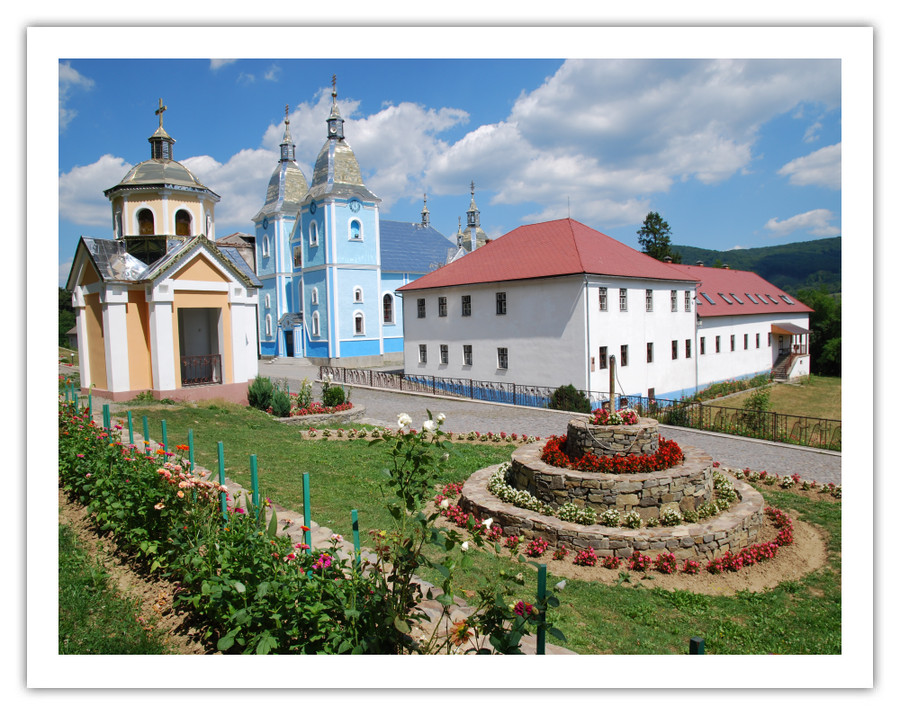
Сучасний вид монастиря

6 червня 1921 року Свята Конгрегація для Східних Церков дала дозвіл на проведення чернечої реформи, яка була необхідна для відновлення монашого життя.

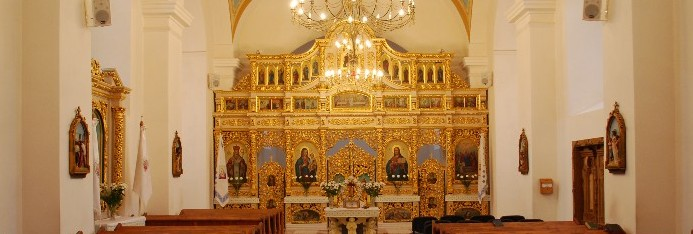
Іконостас

У 1924 році до реформи прилучився Малоберезнянський монастир. Першим ченцем реформованих василіян тут став блаженний Павло Гойдич ЧСВВ, пізніший Пряшівський єпископ. Першим же пореформеним ігуменом у 1928 році постав о. Онуфрій Бурдяк ЧСВВ. До того часу монастир мав досить жалюгідний вигляд: господарські будівлі руйнувалися та й саме господарство цілком занепало. О. Бурдяк, о. Степан Решетило відновили монастир і господарку. Відразу збільшилась кількість ченців, активізувалась душпастирська праця

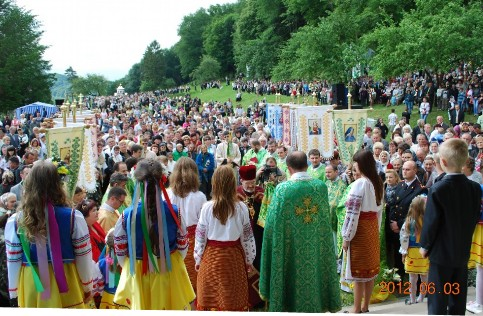
Храмове свято Зіслання Святого Духа

У 1932 році на Закарпатті була створена Закарпатська василіянська провінція святого Миколая. Того ж року, оскільки окупаційна чехословацька влада заборонила висилати василіян-українців на навчання до Галичини, у Святомиколаївському монастирі в Малому Березному відкрито власні студії, де навчалося п'ять студентів гуманістики та шість філософії. Тут вони перебували два роки, гуманістику продовжували вивчати в Мукачівському монастирі, а філософію та богослов'я — в Ужгородському. В цьому часі монастир відігравав важливу роль в поширенні почитання Серця Христового. З цією метою було створено рух Апостольства Молитви, який започаткував ще в 1924 р. о. Павло Гойдич ЧСВВ при Ужгородському монастирі. Однак, найревнішим «Апостолом Христового Серця» був о. Христофор Миськів ЧСВВ, ігумен Малоберезнянського монастиря, який в 1933—1934 роках згуртував в Апостольстві Молитви майже цілу Ужанську долину. Діяльність монастиря перервало воєнне лихоліття. Під час мадярської окупації в 1939 році було прогнано всіх монахів, які походили з Галичини чи Східної Словаччини. Настало також ув'язнення та переслідування місцевих ченців. Тоді управу майже всіх Закарпатських монастирів перейняли мадярські василіяни. Ситуація погіршилася, коли в 1944 році Угорщина опинилася в руках радянської влади. Вже в березні 1947 року більшовики насильно ліквідували всі василіянські монастирі, а більшість монахів вивезли до концтаборів. Останнім Малоберезнянським ігуменом був о. М. Шепа ЧСВВ, якого в 1948 році засудили на двадцятирічне ув'язнення. Інші ченці змушені були втікати за кордон, або переходити в підпілля.
Знищено теж і церкву, скинено хрести та дзвони. В 1948 р. приміщення монастиря віддали Ужгородському університету, студенти якого кожного літа відбували тут практику. Церкву перетворено на спортивний зал. В лютому 1958 р. відкрито школу-інтернат для розумово відсталих дітей. Монастирські приміщення перероблено під класи і пристосовано для потреб цієї школи. З церкви зроблено господарський склад і понищено розписи на стінах. В 1973 р. поруч з церквою побудовано новий навчальний корпус.
В 1989 році розпочалися старання у справі відродження діяльності монастиря. В 1991 р. офіційно зареєстровано церкву, а парохом призначено о. Бориса Краснобродського ЧСВВ. В 1993 р. ігуменом цього монастиря був призначений нововисвячений священик о. Павло Райчинець ЧСВВ, який сюди прибув з Імстичівського монастиря. На початку він разом з двома братами замешкав у малому будиночку поруч з монастирем. Згодом, в 1994 р. вони відзискали для себе чотири кімнати і перейшли жити до монастирського корпусу. 24 липня 1994 р. монахам передано північне монастирське крило. Через рік Міністерство України у справах національностей, міграції та культів видало монастиреві свідоцтво про реєстрацію статуту релігійної організації. В 1997 р. остаточно були звільнені усі монастирські приміщення.
Разом з відновою монастиря велися також реставраційні роботи в монастирській святині. Ще в 1933 р. вона була розписана знаменитим художником Й. Бокшаєм. Але, оскільки цінні розписи не вдалося відреставрувати, церкву наново розмалював художник М. Приймич. З робіт Й. Бокшая залишилося тільки кілька образів, які знаходяться в церковній каплиці. В церкві встановлено іконостас роботи місцевого різьбяра — художника Йосифа Волосянського протягом 1997—2003 рр.

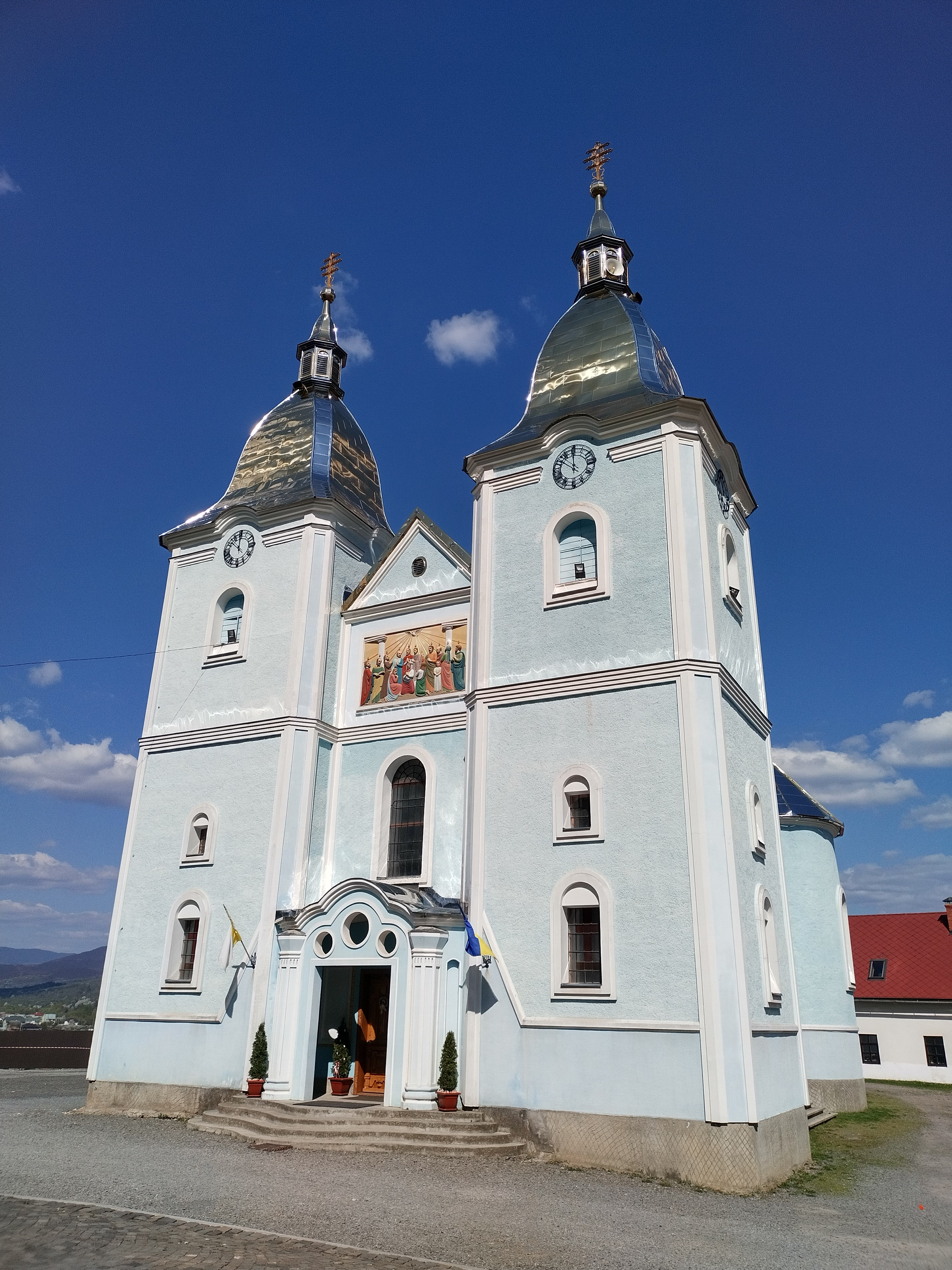
Монастирська церква

Рішенням Генеральної Управи Василіянського Чину в Римі у 1995 році тут відкрито новіціат — початковий етап на дорозі монашого життя. Першим магістром у Малоберезнянському монастирі став о. Павло Мадяр ЧСВВ, й 15 червня 1995 р. в монашу рясу облеклися перших четверо юнаків. Після його смерті в листопаді 1996 року обов'язки магістра перейняв о. Борис Краснобродський ЧСВВ, опісля магістром новіціату став о. Віктор Батіг ЧСВВ. У 1998 році ігумен монастиря о. Павло Райчинець ЧСВВ та отці Борис Краснобродський ЧСВВ і Мелетій Малинич ЧСВВ перевезли до Малоберезнянського монастиря старовинну Ікону Мукачівської Божої матері, яку василіяни переховували протягом «підпілля». Цю Ікону у 1926 р. Папа Пій XI подарував для Мукачівського монастиря. Вона була намальована в Царгороді в 1453 р. До 16 липня 2009 року чудотворна ікона знаходилася в Малоберезнянському монастирі і щороку на храмове і на всі Марійські свята виставлялася для публічного шанування.
16 липня 2009 року чудотворна ікона «Мукачівська 3аступниця» урочисто перенесена до Мукачівського монастиря св. Миколая. У Малоберезнянському монастирі залишилася копія ікони.
2—4 лютого 2009 року, у Малоберезнянському монастирі відбулась капітула відновленої Провінції св. Миколая на Закарпатті. Під час капітули було обрано першого Протоігумена відновленої Провінції. Ним став о. Павло Райчинець ЧСВВ — довголітній ігумен Малоберезнянського монастиря.
2 березня 2009 року, Декретом Протоархимандрита Василіянського Чину, Малоберезнянський монастир було призначено осідком Провінції св. Миколая.
Церква св. Петра і Павла. 1789.
Малий Березний уперше згадують у документах за 1427 р. Розповідають, що першу дерев'яну церкву збудували брати Березаничі на одній із галявин при вирубуванні лісу на схилі Ділок.
Перша писемна згадка про дерев'яну церкву св. Миколи з двома дзвонами, що мала три місцеві образи і старих апостолів на полотні, належить до 1751 р. Ця церква згоріла, на тому місці тепер крамниця. Пізніша церква — мурована базиліка з вежею над входом, стоїть у центрі села, осторонь головної дороги. Розпис Й. Бокшая, що прикрашав наву, нині забілено. Над входом до церкви написано дату спорудження — 1750 p., що, очевидно, не відповідає дійсності, але може вказувати на дату початку робіт. Найвірогідніше, церкву споруджували з 1778 до 1789 p., хоч шематизм 1915 р. датує її 1807 р.
З приходом радянської влади парох Ілля Янковський був засуджений на 25 років каторги і помер у Сибіру за невідомих обставин.
Новий іконостас зробив І. Павлишинець у1973 р., а Й. Волосянський виготовив кивот, балдахин та жертовник. Малювання в церкві (очевидно малярську роботу) виконав Дунчак.
На початку 1990-х церкву відремонтовано. Нову металеву каркасну дзвіницю на бетонній основі зробили у 1989 р. Василь Веселовський та Андрій Дибач. Великий дзвін відлито в Ужгороді у 1926 p., а два менші дзвони — стародавні.

## Відомі люди
- Цуга Андрій («Мур», «Дуб») — окружний провідник ОУН Закарпаття у 1940—1942.
- Ганич Михайло — доктор медичних наук, професор Ужгородського національного університету, академік і громадський діяч.
- Заєць Юрій — кандидат біологічних наук, старший науковий працівник колишнього Всесоюзного інституту захисту рослин.
- Іван Мегела — доктор філологічних наук, професор Київського національного університету ім. Т. Шевченка, постійний професор Віденського університету, член Національної спілки письменників України, член Комітету міжнародного товариства угорської філології.
- Петро Козак — кандидат фізико-математичних наук, астроном-дослідник фізики Сонця.
- Савельєв Євген Геннадійович (24.06.1991- 03.12.2022) - Герой України. Загинув внаслідок ДТП, перебуваючи вдома після поранення.[4]

## Туристичні місця
- Свято-миколаївський монастир 
- храм  св. Петра і Павла. 1789.